# Horea (okręg Satu Mare)
Horea – wieś w Rumunii, w okręgu Satu Mare, w gminie Sanislău. W 2011 roku liczyła 175 mieszkańców. 